# 中司得三
中司 得三（なかつかさ とくぞう、1953年5月18日 - ）は、岡山県出身の元プロ野球選手（外野手）。右投右打。

## 来歴・人物
近大附高では、1971年にエースとして春の選抜に出場。1回戦で水谷新太郎、新谷嘉孝を擁する三重高、2回戦で芦別工業高を降す。しかし、準々決勝では坂出商業高の岩崎良夫と投げ合い、延長13回の熱戦の末に0-1で惜敗。
高校卒業後は、近畿大学に進み、左翼手として活躍。関西六大学野球リーグでは、同期のエース森口益光を擁し、1974年春季リーグ、1975年秋季リーグで優勝。ベストナイン3回。1975年阪急ブレーブスに6位指名されるもこれを拒否。
大学卒業後、社会人野球の日本生命に入社し、1976年から3年連続で都市対抗野球大会に出場。
1978年オフ、ドラフト外で読売ジャイアンツ入団。
1979年にはイースタンリーグの打点王となり、同年オフの長嶋茂雄監督による「地獄の伊東キャンプ」にも参加する。
1981年の日本ハムファイターズとの日本シリーズでは2試合に守備固めとして出場。
1982年9月には2試合に右翼手として先発出場。
1984年限りで現役引退。その後は会社員。

## 詳細情報

### 年度別打撃成績
| 年 度    | 球 団    | 試 合 | 打 席 | 打 数 | 得 点 | 安 打 | 二 塁 打 | 三 塁 打 | 本 塁 打 | 塁 打 | 打 点 | 盗 塁 | 盗 塁 死 | 犠 打 | 犠 飛 | 四 球 | 敬 遠 | 死 球 | 三 振 | 併 殺 打 | 打 率 | 出 塁 率 | 長 打 率 | O P S |
| -------- | -------- | ----- | ----- | ----- | ----- | ----- | -------- | -------- | -------- | ----- | ----- | ----- | -------- | ----- | ----- | ----- | ----- | ----- | ----- | -------- | ----- | -------- | -------- | ----- |
| 1979     | 巨人     | 2     | 2     | 2     | 0     | 0     | 0        | 0        | 0        | 0     | 0     | 0     | 0        | 0     | 0     | 0     | 0     | 0     | 1     | 1        | .000  | .000     | .000     | .000  |
| 1981     | 巨人     | 4     | 4     | 3     | 1     | 0     | 0        | 0        | 0        | 0     | 0     | 0     | 0        | 0     | 0     | 1     | 0     | 0     | 0     | 0        | .000  | .250     | .000     | .250  |
| 1982     | 巨人     | 9     | 7     | 6     | 0     | 1     | 0        | 0        | 0        | 1     | 0     | 0     | 0        | 0     | 0     | 1     | 0     | 0     | 3     | 0        | .167  | .286     | .167     | .452  |
| 通算:3年 | 通算:3年 | 15    | 13    | 11    | 1     | 1     | 0        | 0        | 0        | 1     | 0     | 0     | 0        | 0     | 0     | 2     | 0     | 0     | 4     | 1        | .091  | .231     | .091     | .322  |

### 記録
- 初出場：1979年10月20日、対広島東洋カープ26回戦（後楽園球場）、7回裏に山本功児の代打で出場
- 初先発出場：1982年9月13日、対阪神タイガース26回戦（後楽園球場）、7番・右翼手で先発出場
- 初安打：1982年9月14日、対中日ドラゴンズ22回戦（後楽園球場）、3回裏に都裕次郎から

### 背番号
- 45 （1979年）
- 23 （1980年 - 1984年）